# 汾雁香
汾雁香是中华人民共和国山西省新绛出产的一种白酒，山西特产。

## 沿革
此名来自于当地薛仁贵及其子薛丁山打雁为生的故事。该酒源于1945年于县城朝殿坡陈家花园成立的陈揖武烧坊，其最高年产量曾达5吨多散装白酒，但稍后因第二次国共内战，酒坊产能剧减，至1940年代末已停产。1949年中国专卖事业公司山西分公司副经理许致远负责接管了烧坊，于其旧址上成立了县营酿酒厂，年产散装白酒90吨，后数度易名。大跃进后因粮食缺乏改以柿子等瓜果为原料酿酒。
1970年起由国家投资安装机械化液体酿酒生产线，扩大生产，提高效益。1975年试制成功60°汾雁瓶装白酒，乃以高粱为主料，玉米芯为辅料，十八种微生物单独培养，混合使用，共同发酵制成的酒母为糖化发酵剂；采用原料清蒸，辅料清蒸，清蒸混渣，清蒸馏酒的一清到底操作法等工序酿成的清香型白酒。1979年酒厂再次扩产，推出产54°汾雁香瓶装白酒，之后广受欢迎并多次获奖，1979年被评为山西省优质酒。